# Chiesa abbaziale di Saint-Benoît-sur-Loire
La chiesa abbaziale di Saint-Benoît-sur-Loire fa parte del complesso abbaziale di Fleury.

## Storia
La più antica testimonianza di un monastero nel luogo risale al 651. Il complesso attuale fu costruito tra il 1020 e il 1072
La chiesa custodisce i resti mortali di San Benedetto (480-547) e inoltre quelli del re Filippo I (+1108).
I resti di San Benedetto furono recuperati a Montecassino, nel 672, dai monaci benedettini di Orléans che nel 630 avevano fondato un monastero a Fleury. L'abbazia di Montecassino era stata distrutta dai Longobardi ed i monaci di Fleury, che seguivano la sua regola, trasportarono i resti del Santo presso il loro monastero. L'abbazia diventò un importante centro culturale e si arricchì di una ricca biblioteca e del suo scriptorium. 
Nel 1020 l'abate Gauzlin fece costruire la torre-vestibolo quadrata, di proporzioni gigantesche. 
La cripta, l'abside ed il coro furono consacrati nel 1108, permettendo l'inumazione del re Filippo I. La navata, con arcature ogivali, è stata completata verso il 1218.

## Architettura

### Esterno

#### Torri
L'edificio presenta due torri:  oltre alla torre-vestibolo, una torre quadrata è sulla crociera ed è cieca. La torre-vestibolo si innalza su due piani, più basso il piano terra, retto all'interno da quattro colonne con capitelli a foglie d'acanto, palmette, figure bibliche e scene campestri o di vita quotidiana, tutti di notevole fattura. Lo spazio del vestibolo è così suddiviso in nove aree uguali

#### Timpano
Esso è situato al lato nord dell'edificio ed è riccamente ornato con Cristo in trono tra i quattro evangelisti. Un fregio sotto il Cristo racconta dell'arrivo delle reliquie di San Benedetto.

### Interno

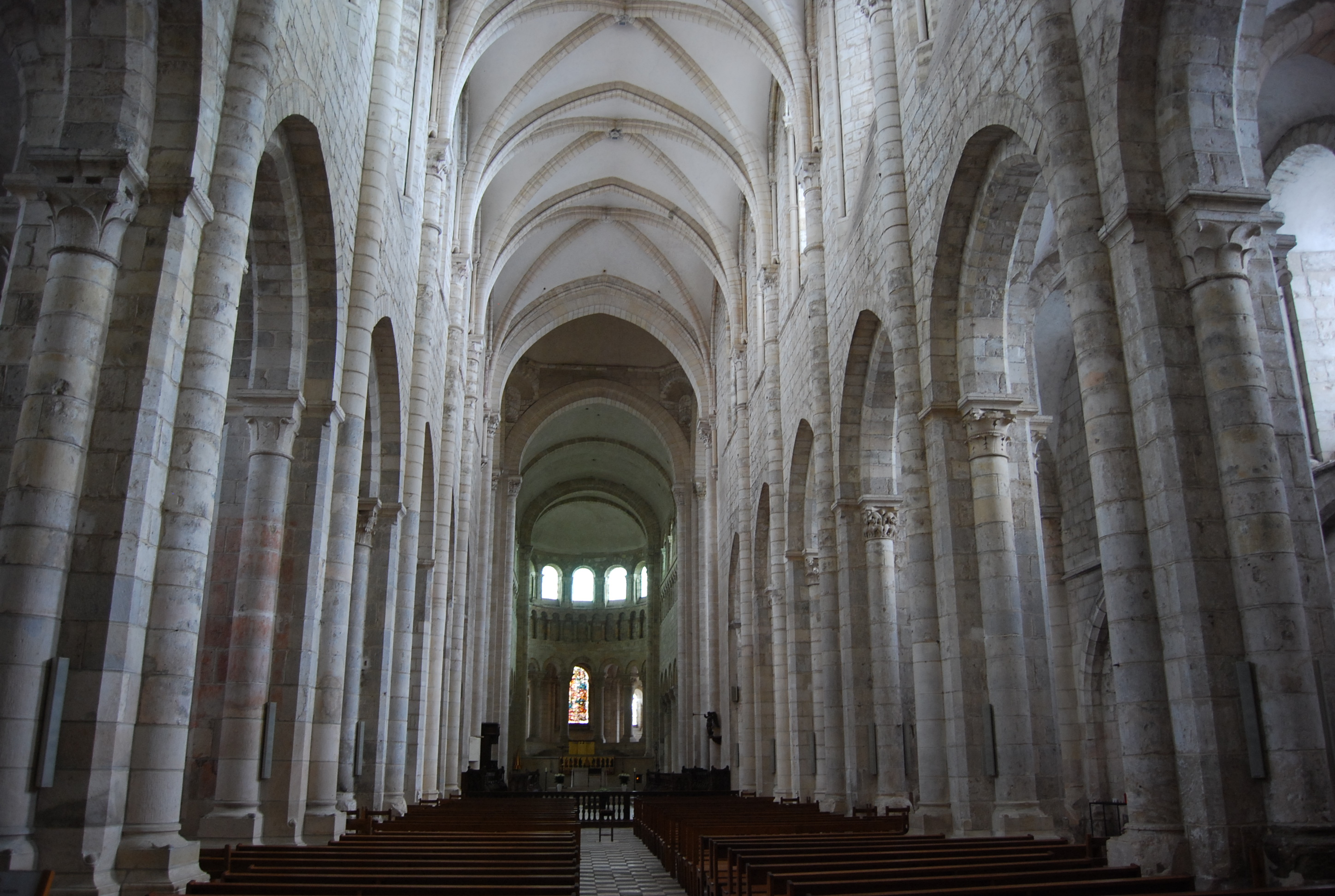
Navata centrale

Il coro è a tre livelli, con due ordini di finestre, alte quelle al livello inferiore e più piccole quelle più in alto, separate da un triforio, insolito per l'epoca in quei luoghi. Uno splendido deambulatorio a colonne, in prosecuzione delle navate laterali, gira intorno al coro, con cappelle a raggiera, realizzando, con gli archi delle campate, interessanti giochi prospettici.
La navata, con archi ogivali, a due livelli, ha pilastri con colonne incassate, quelle rivolte verso la navata salgono fino a raccordarsi ai costoloni della volta, realizzata successivamente in stile gotico.
La volta è a campate a vele quadripartite.
I capitelli della navata sono istoriati con storie di Abramo, Adamo ed Eva e di San Benedetto. Le navate laterali, con campate a tutto sesto ben evidenziate, continuano oltre il transetto fino raccordarsi al deambulatorio. 
La cripta ha al centro un grande pilastro dove sono custodite le spoglie del Santo.

## Galleria d'immagini

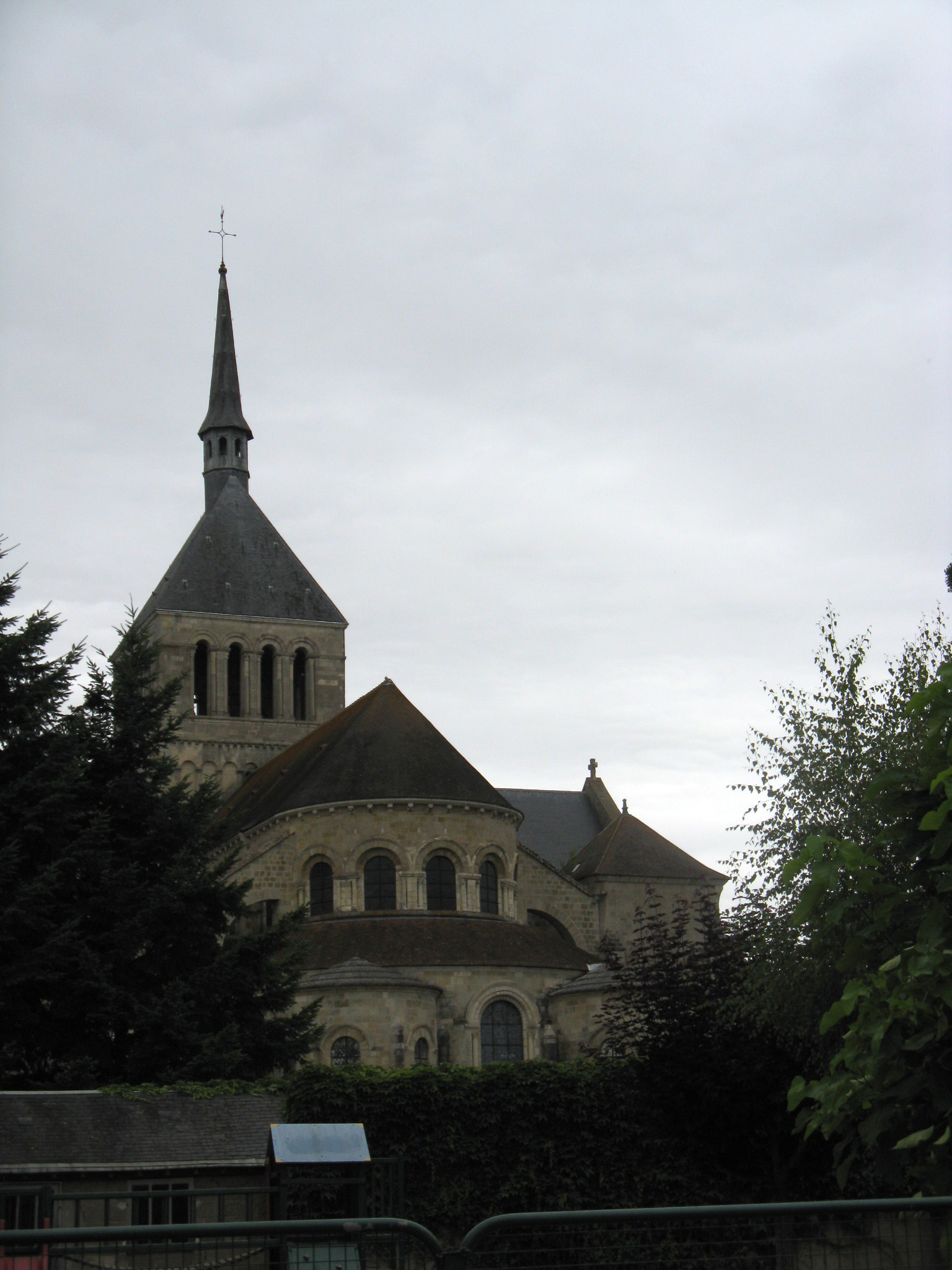
Abside
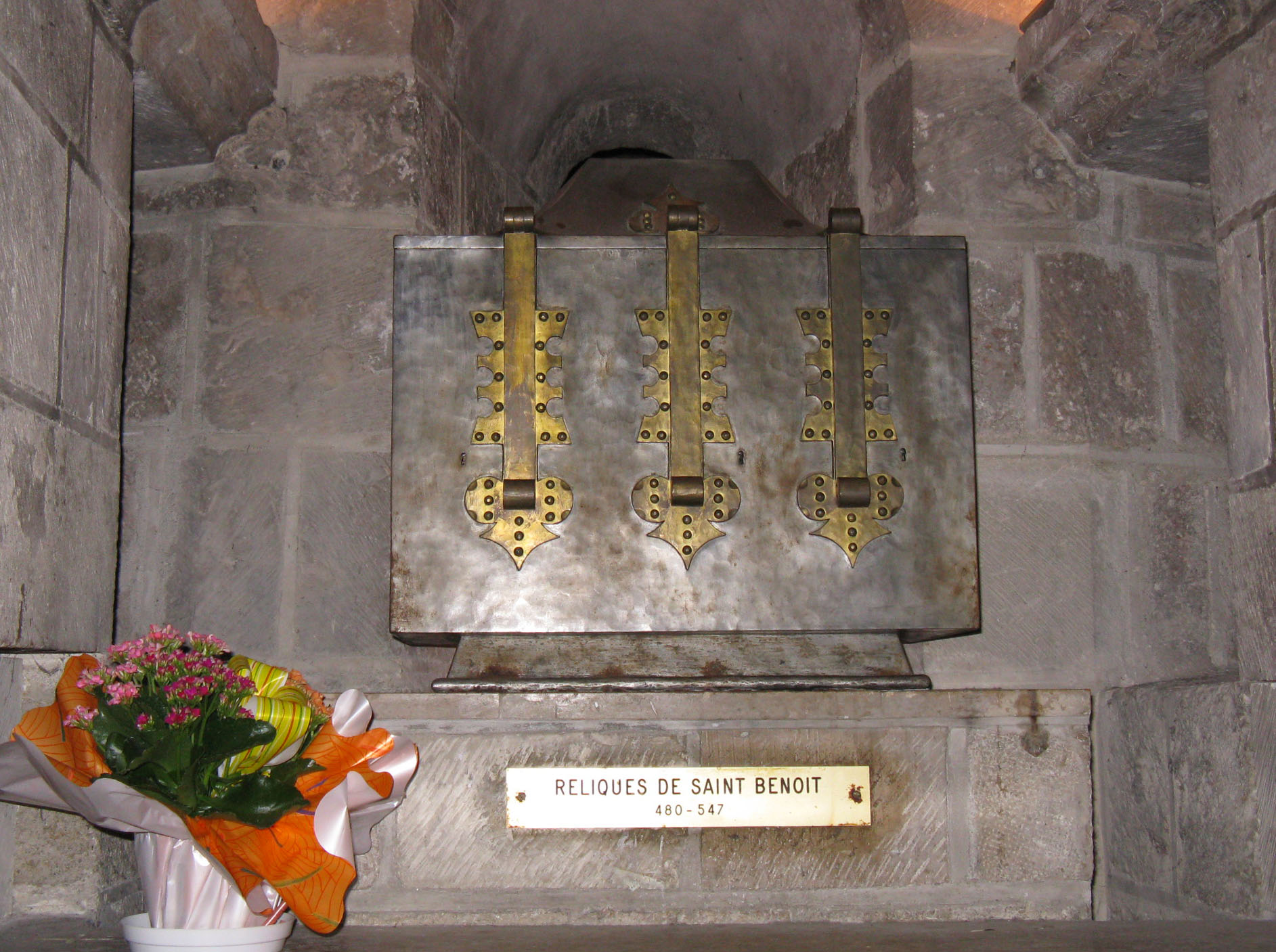
Reliquie del Santo nella cripta
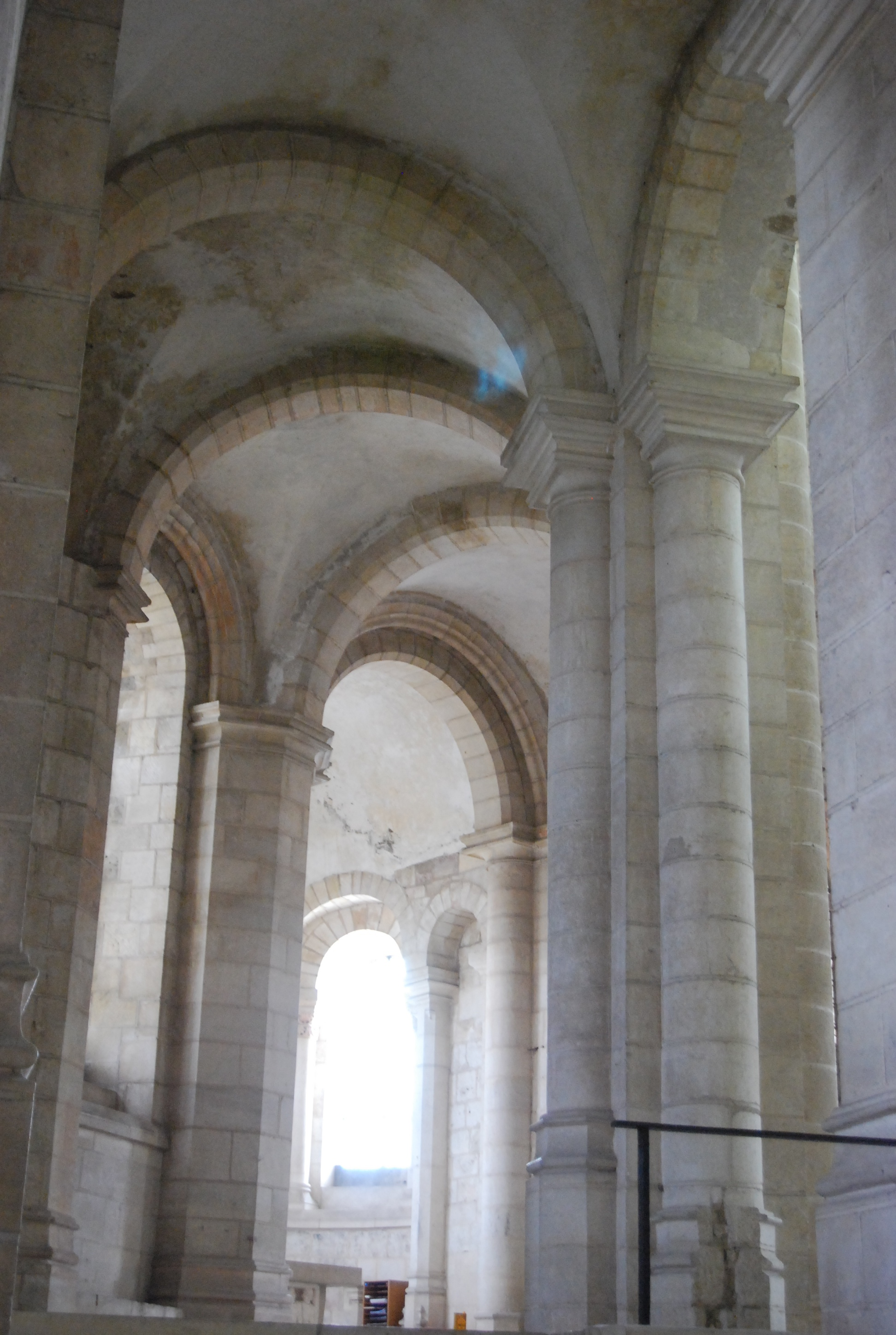
Deambulatorio del coro
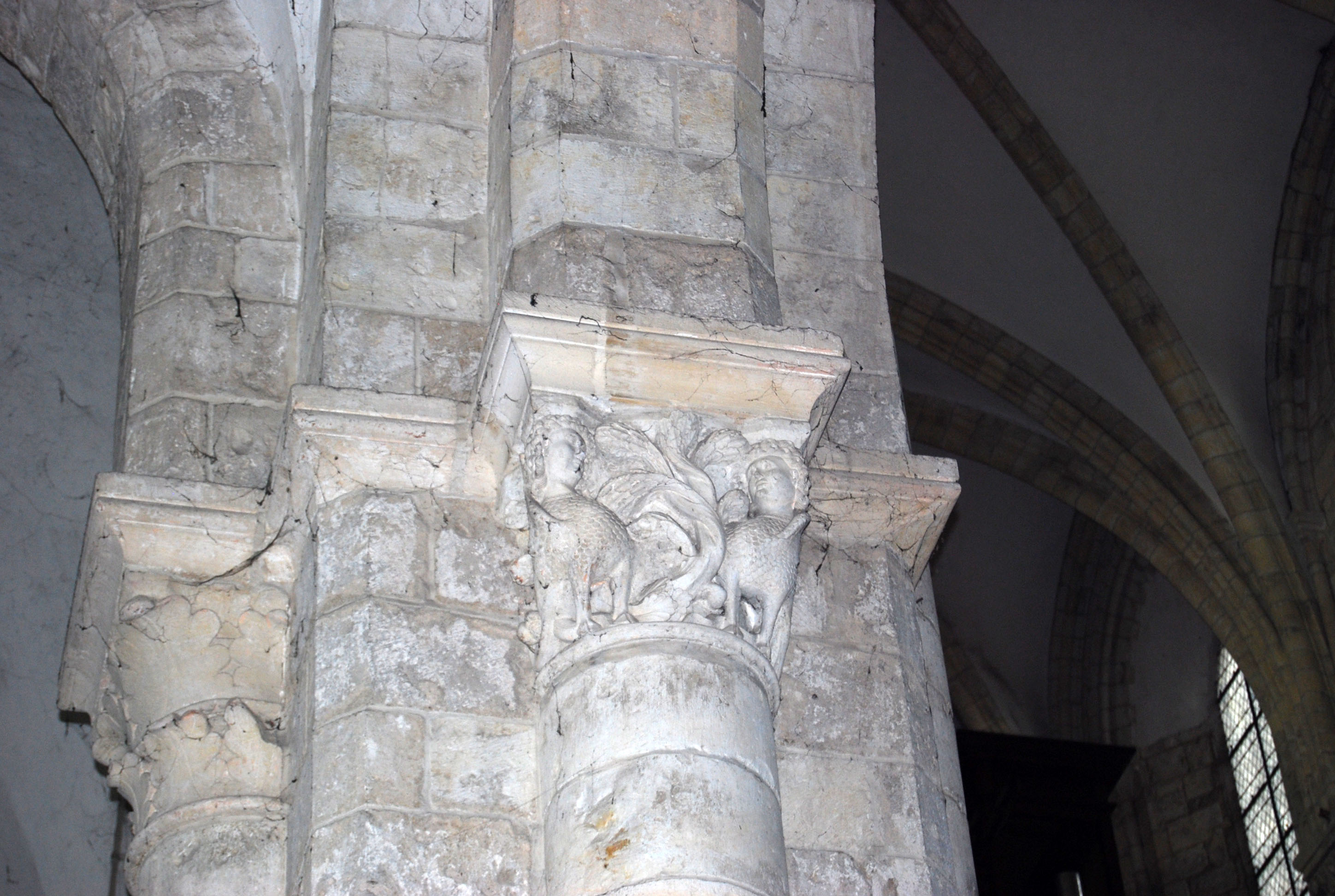
Capitelli